# Avenue Pierre-Ier-de-Serbie
L’avenue Pierre-Ier-de-Serbie est une voie des 8e et 16e arrondissements de Paris.

## Situation et accès
Longue de 565 mètres, elle commence place d’Iéna et se termine avenue George-V.
Le quartier est desservi par la ligne de métro 9 à la station Iéna.

## Origine du nom

Le roi Pierre Ier.

Cette voie rend hommage au roi Pierre Ier de Serbie (1844-1921), qui s'est engagé dans la Légion étrangère lors de l'invasion de la France par l'Allemagne en 1870 et se trouva dans le camp des alliés pendant la Première Guerre mondiale.

## Historique
Cette voie qui était initialement une partie de la rue de Morny devint par la suite la section sud-ouest de la rue Pierre-Charron et reçoit par délibération municipale du 14 juillet 1918 sa dénomination actuelle, dans le contexte de l'amitié franco-serbe.

## Bâtiments remarquables et lieux de mémoire

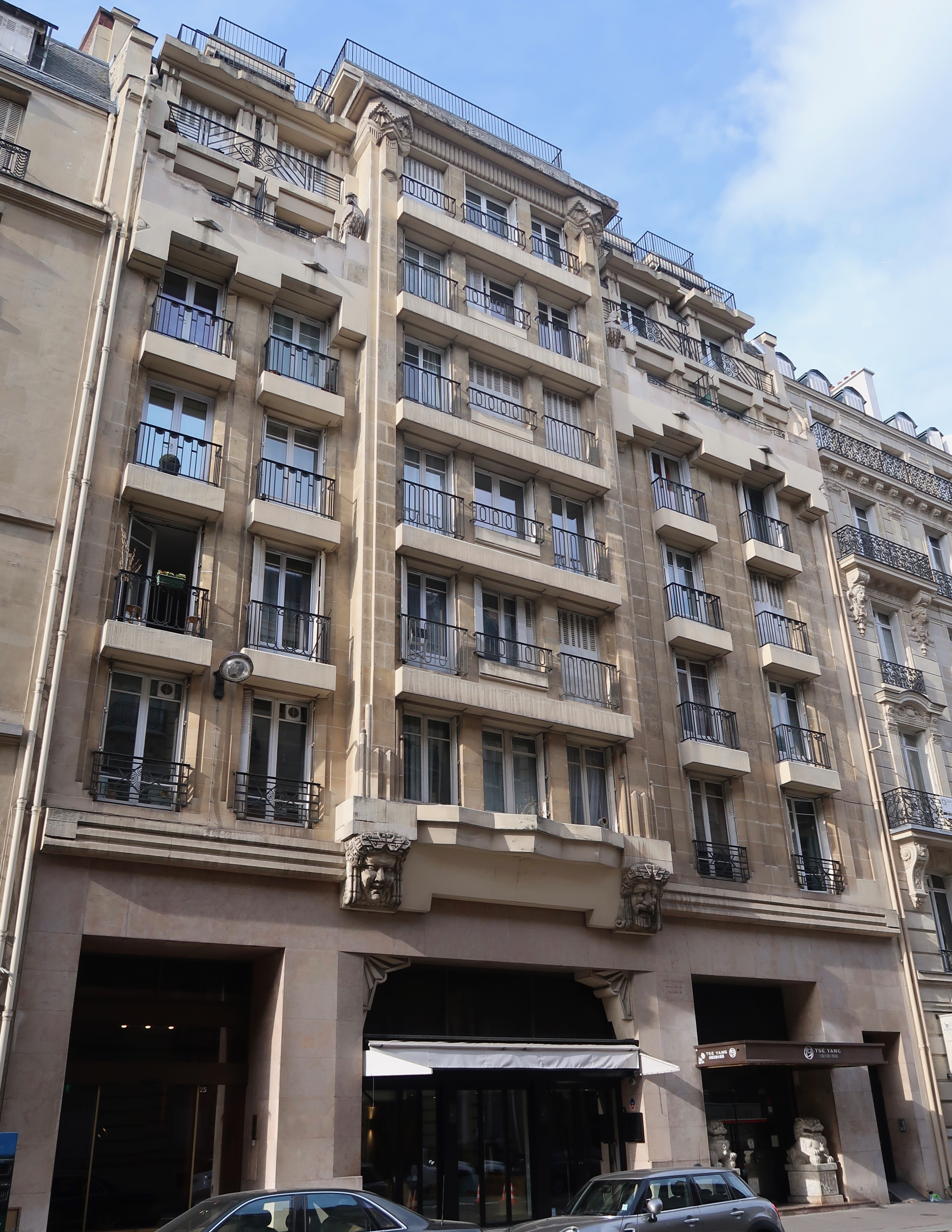
No 25.

- No 6 : ADVANTAGE AUSTRIA, section commerciale auprès de l'ambassade d'Autriche en France[2]. Ancien siège de la maison d’édition Gallimard.
- No 10 : palais Galliera, musée de la Mode de la ville de Paris, entre la rue de Galliera et de la rue Maria-Brignole, lieux nommés en mémoire de la philanthrope italienne Maria Brignole Sale De Ferrari. En face du palais, la place Rochambeau.
- No 12 : l’écrivain Nathalie Sarraute (1900-1999) a longtemps vécu à cette adresse, dans un vaste appartement situé au premier étage[3]. Dans le même immeuble, le cinéaste François Truffaut avait également un appartement[4].
- No 22 : bâtiment où sont les bureaux de la société de production les Films du Losange créée par Éric Rohmer et Barbet Schroeder, ainsi que les bureaux de la Compagnie Éric Rohmer, seconde société de production créée par le cinéaste[5],[6].
- No 26 : immeuble où, au début des années 1990, Jean-Luc Godard et Anne-Marie Miéville installent les locaux de leur société de production Periphéria[7].
- No 31 : ancien siège du Conseil national du patronat français puis du Medef jusqu'en 2003[8]. Il fut la cible d'un attentat d'Action directe le 1er mai 1979[9].
- No 41 : hôtel particulier du marquis de Sers, conçu par l'architecte Jules Pellechet, devenu établissement de soins au début du XXe siècle, puis transformé en hôtel de voyageurs en 1935, en conservant le nom d’Hôtel de Sers. Cet établissement est classé cinq étoiles depuis 2009.

- No 25.

### Bâtiments détruits
- No 37 : hôtel particulier de M. W. Blumenthal en 1910[10].
- No 39 : hôtel particulier du comte de Suzannet en 1910[10].

### Habitants célèbres
- Hervé Vilard, chanteur français (Capri c'est fini, Nous, Reviens, Je l'aime tant, Méditerranéenne, etc.) réside avenue Pierre-Ier-de-Serbie à partir de 1981. Il vivait entre 1969 et 1979 en Amérique latine. Entre 1965 et 1969, puis entre 1979 et 1981, il habitait avenue des Champs-Élysées avec sa mère[11].
- Mylène Farmer, chanteuse française, demeure dans cette avenue de 1994 à 2004.
- Pierre-Patrick Kaltenbach (1936-2014), haut-fonctionnaire et personnalité protestante du monde associatif français, y est né.
- Henri Lavedan (1859-1940) de l'Académie française, auteur dramatique, demeure au no 32 en 1910[10].